# Esperit
|  | Per a altres significats, vegeu «Esperit (desambiguació)». |

Esperit és un concepte que es refereix a la part racional de l'ànima segons la filosofia de l'antiga Grècia. El terme es feia servir per a diferenciar-lo de la part immaterial de l'ànima, anomenada ψυχή (pshikhé). Els pitagòrics i els òrfics, entre d'altres, en parlaven en les seves escoles filosòfiques. Amb l'arribada del cristianisme, es va produir una confusió entre els termes ànima i esperit, ja que el cristianisme es recolzava en una concepció dualista de l'ésser humà. Al segle xix es va crear el moviment espiritista, que defensava la creença en l'esperit com a part immaterial de la persona de caràcter immortal. El materialisme filosòfic, en canvi, nega la part espiritual de l'ésser humà.

## Origen del concepte
En la cultura de l'antiga Grècia existia la creença que l'ésser humà estava format de tres parts: una part material σώμα (soma, «el cos») i dues parts intangibles, ψυχή (pshikhé,«l'ànima») i πνεύμα (pneuma, «l'esperit»), essent l'esperit la part racional.
Els pitagòrics i els òrfics entre d'altres, en parlaven a les seves escoles filosòfiques.
En passar als filòsofs llatins, sovint es va traduir ànima i esperit com si es tractés del mateix concepte i, per tant, com si fossin paraules sinònimes quan en realitat no era així. Amb l'arribada del cristianisme, que es recolzava en una concepció dualista de l'ésser humà, aquesta confusió es va estendre encara més.

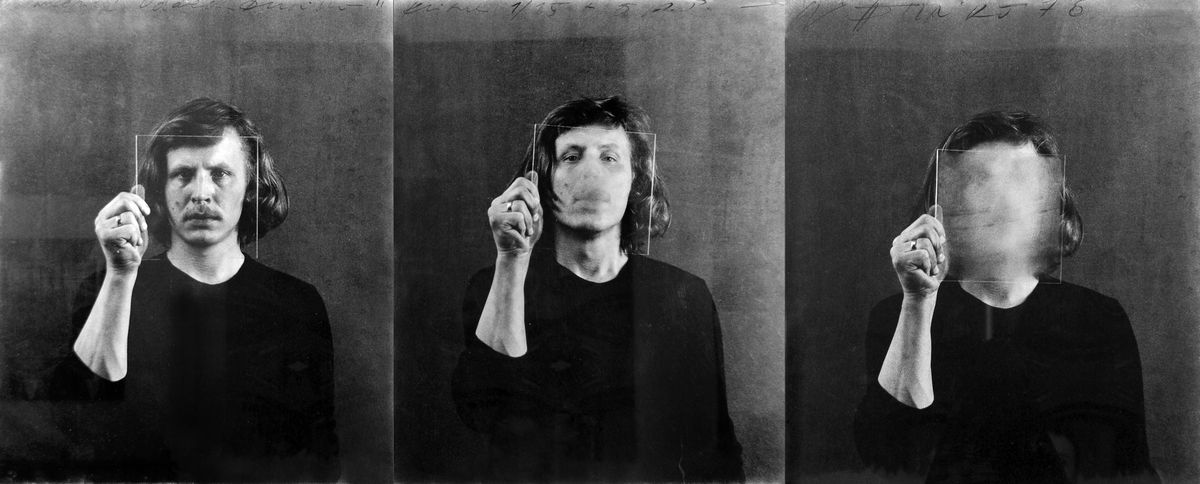
La paraula esperit, originada en a una concepció tripartita de l'ésser humà (cos, ànima i esperit), està relacionada amb l'alè.

## Etimologia
Aquesta paraula ve de la paraula llatina spiritus, que deriva del verb "spirare" que probablement és una onomatopeia referent al so que fem en respirar. També significa "bufar", "sospirar", capacitat per respirar. Relacionat amb la capacitat per respirar sorgeix el de "força vital", per tant l'esperit seria l'essència de la vida, ja que qui no té força per respirar perd la vida. "Spirare" no és només expulsar l'aire en respirar sinó també expulsar la força vital en expulsar el darrer alè al moment de la mort.

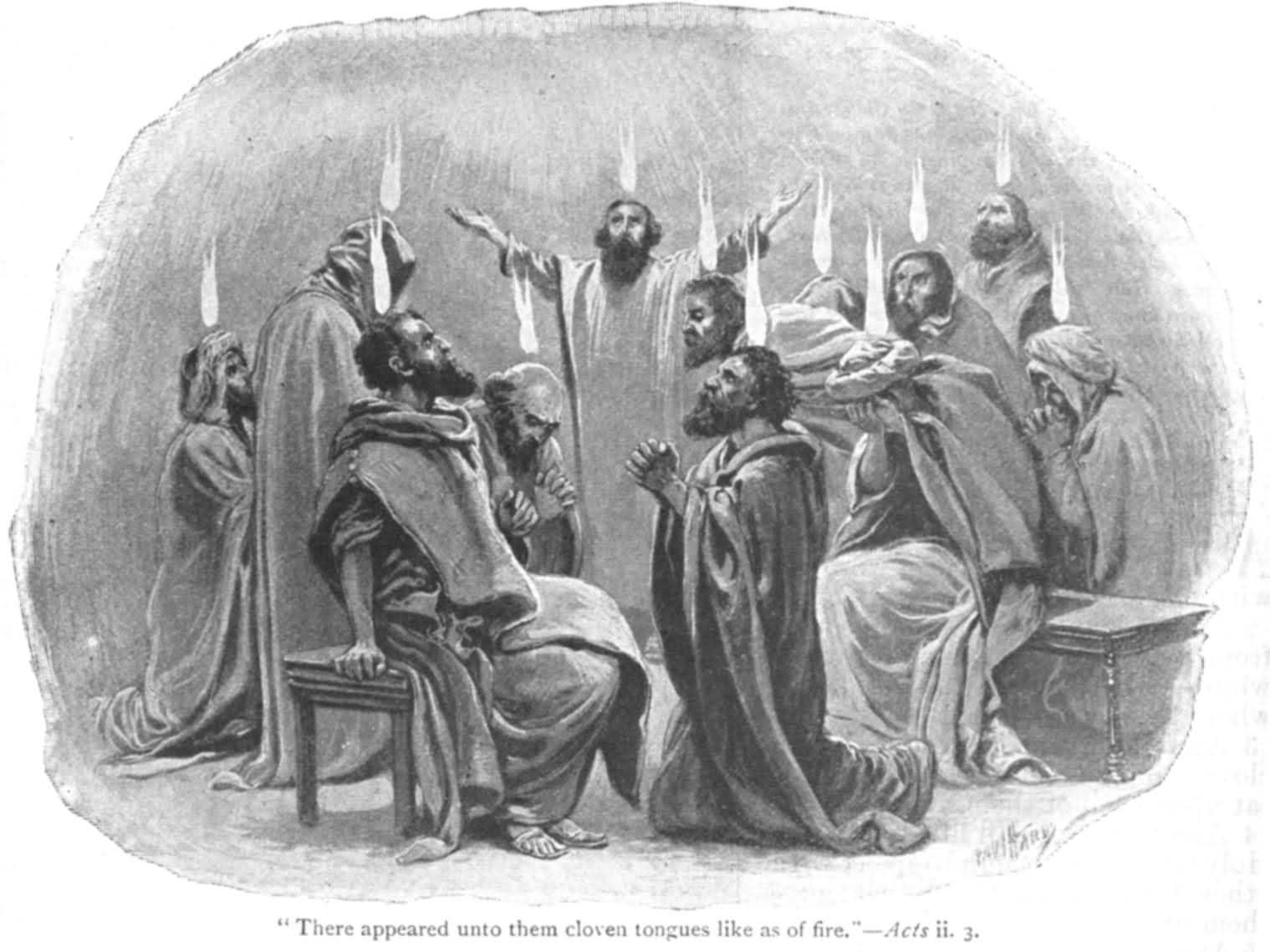
L'Esperit Sant del qual parlen els Evangelis està en relació amb la idea original d'alè vital

## El materialisme filosòfic
A més dels conceptes antropològics ja esmentats: El model grec (cos, esperit i ànima) i el model dualista (cos i esperit) hi ha una concepció de l'ésser humà que nega la part espiritual i que es coneix amb el nom de "materialisme filosòfic".
Aquest materialisme pot ser entès de dues maneres:
- M. mecanicista: que redueix tots els fenòmens a un ordre quantitatiu, així el pensament seria la síntesi de processos físics i químics del cos humà.
- M. històric: que admet l'existència de factors qualitatius, per exemple els aspectes econòmics i socials que tenen una influència important en la manera de pensar i d'actuar de les persones.

Són representants del primer grup: Leucip, Demòcrit, Epicur, Gassendi, La Mettrie, Vogt, John Broadus Watson.
Pertanyen al segon grup: Karl Marx, Friedrich Engels, Lenin, Mao Zedong.
Aquestes dues vessants de l'antic concepte espiritual són avui dia l'objecte d'estudi de dues ciències:

Filosofia, la manera de pensar.
Psicologia l'impuls de les persones a actuar d'un manera determinada.

## L'espiritualisme
Entre els pensadors que han defensat a idea que el pensament i el caràcter d'una persona corresponen a una entitat separada del cos l'esperit, estan els següents:

### Antiguitat
- Heràclit, qui en parlava de l'alè de la vida.
- Plató, qui va relacionar l'esperit amb les qualitats intel·ligible, diví i indestructible.
- Aristòtil, qui fa referència a l'esperit amb el terme "forma" per a distingir de la part material i en segueix creient que és la font de la vida.
- Estoics,per als qui l'esperit és l'aire o l'alè que unifica el cos.
- Filó, qui en parlava d'una "realitat immaterial".

En els primers filòsofs cristians les idees filosòfiques i les teològiques van juntes, sovint influïdes per Plató.
- Pau de Tars parlava de l'esperit com a part oposada a la "carn" i representa les tendències de pensament a les quals l'ésser humà hauria d'aspirar per a estar en comunió amb Déu.
- Agustí d'Hipona creia que l'esperit està format pel pensament i la consciència immaterials.

### Edat moderna
- René Descartes (1595 - 1650) i Nicolas Malebranche (1638 - 1715) concebien l'esperit com el pensament pur. Descartes, filòsof racionalista, entenia que « esperit animal » era un terme de fisiologia i eren corpuscles compostos de parts « les més vives i les més subtils » de sang que quan circula del cervell als músculs mouen el cos,[5] per tant no són entitats en si, sinó un l'influx nerviós.
- Hegel (1770 - 1831) afimava que l'esperit és l'absolut i la racionalitat.
- Louis Lavelle (1883 - 1951) i René Le Senne (1882 - 1954) veuen en l'obertura cap als altres una expressió de l'esperit personal.

## L'espiritisme

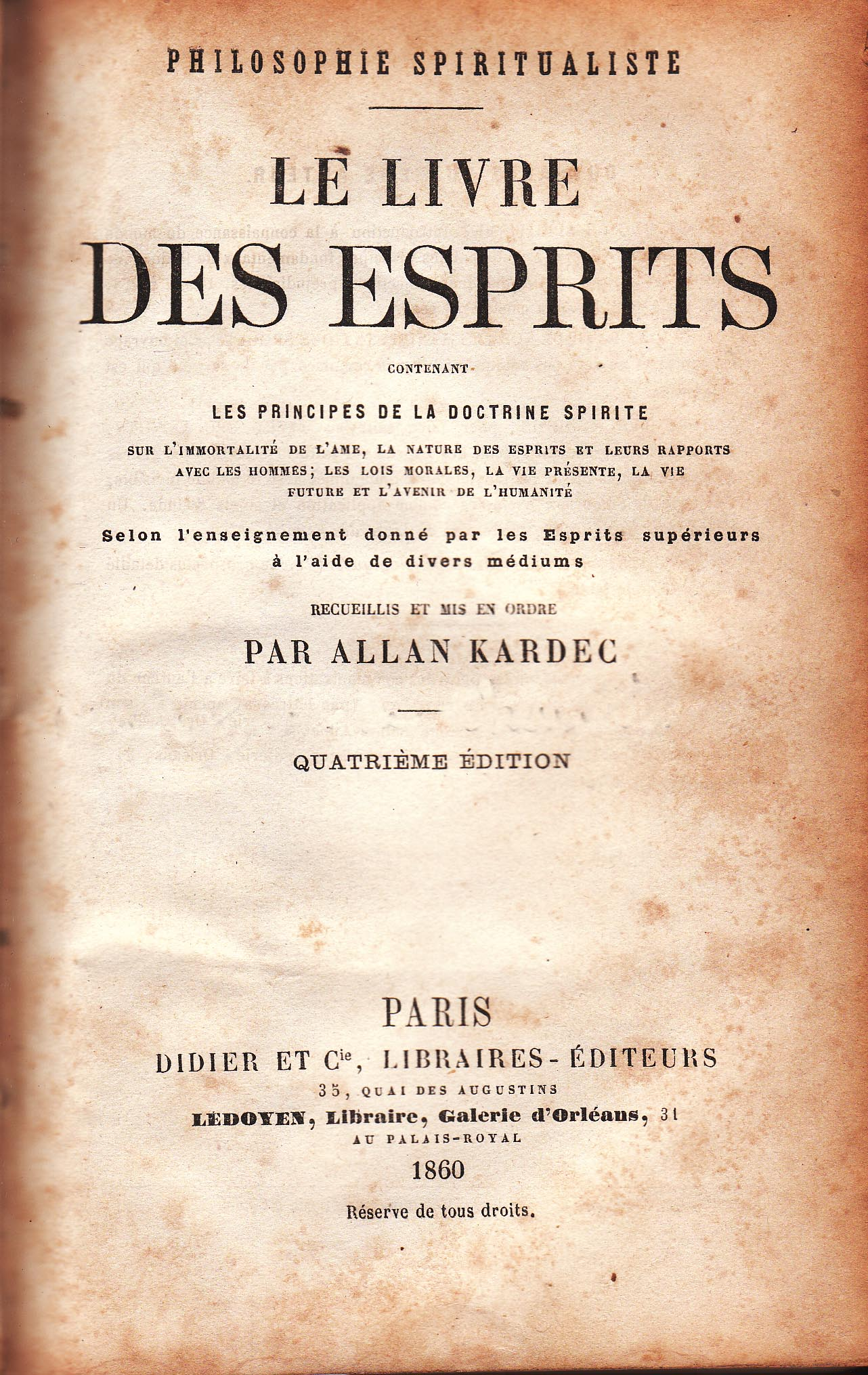
Portada del "Llibre dels esperits" d'Allan Kardec

De la creença en l'esperit com a part immaterial de la persona de caràcter immortal va sorgir al segle xix el moviment espiritista, creat per Allan Kardec. Segons aquest autor, la paraula esperit es refereix a «les ànimes dels difunts, amb les quals un mèdium pot entrar en comunicació». La primera obra que va escriure es titulava El llibre dels esperits (1857), que va despertar l'interès internacional sobre el tema espiritista durant tota la segona meitat del segle xix i en va aconseguir molts adeptes.

## L'estudi de l'esperit

### Enfocaments
El fet que l'esperit sigui immaterial ha plantejat una dificultat quan al seu estudi, davant la qual s'han trobat tres actituds:
- La filosòfica i psicològica, que ha basat l'estudi en manifestacions de la conducta i en els fenòmens específicament humans:[8]
  - La capacitat de substituir coses per símbols.
  - L'expressió de la consciència.
  - La capacitat per fer-se preguntes, per qüestionar tot.
  - Anar contra les lleis biològiques, per exemple, preferir la mort a l'obligació d'actuar d'una manera determinada.
- La del folklore i la mitologia que, lluny d'estudiar l'esperit fan un recull de la imaginació popular sobre criatures immaterials.
- La de la fe, que respon a les preguntes amb dogmes que cal creure de forma obligada i que són establerts per les autoritats religioses.

### Tipologia dels esperits
A partir dels anteriors enfocaments s'han fet diferents classificacions.
El concepte original va anar evolucionant al llarg de la història agafant diferents matisos, però tots ells conservant com a idea bàsica la definició comuna d'entitat immaterial dotada de vida i enteniment.
Segons el punt de vista d'estudi els esperits poden ser de diferents tipus:
- Segons la Teologia es divideixen en: àngels i dimonis.
- Segons la Metafísica poden ser: fantasmes o espectres
- Segons el Folklore se'n parla de Gnoms, fades
- Segons la Mitologia se'n parla d'esperits dels boscos, d'esperits de les aigües i esperits de l'aire.
- Dins l'Espiritisme se'n parla d'esperits bons i esperits dolents que busquen connectar les ànimes dels morts amb les ànimes dels vius.

## Evolució del concepte
A banda el sentit estrictament filosòfic del concepte, al llarg de la història hi ha hagut autors que s'han preocupat pel tema: poetes, folkloristes, metges.

### Antiguitat
Hesíode, al s |VIII aC, a la seva Teogonia, distingeix cinc categories : els dimonis superiors que són déus (raça d'or), els dimonis inferiors (raçe d'argent), els morts de l'Hades (raça de bronze), els herois sense promoció pòstuma i finalment els homes del passat (raça de ferro).
Pitàgores veia esperits i ànimes per tot arreu, com a parcel·les independents de l'èter. en distingia quatre tipus d'entitats espirituals : déus, herois, dimonis i humans. Els déus eren ànimes immortals mentre que els humans ànimes mortals. Els déus habitaven els astres, els herois l'èter, els dimonis la terra.
Els romans incloïen dins el concepte d'esperit: déus i deesses, manes (ànimes dels morts), lars (esperits tutelars protectors de les cases i les famílies que les ocupaven), genis (esperits que presidien el destí d'un lloc, o d'una persona), lèmurs (espectres de morts).

### Inicis del cristianisme
Alguns filòsofs cristians de l'antiguitat i teòlegs van centrar les seves reflexions sobre els àngels com a Orígens, Gregori de Nazianz, Gregori de Nissa i Basili de Cesarea.
Sant Justí (s. II), culpava els déus dels pagans d'haver enviat en esperit dolent, el dimoni. (Apologies, I, 5, 25-27). Les seves idees van ser secundades per molts teòlegs, entre ells Tertul·lià en (De spectaculis) i el convers Lactanci.
El neoplatònic Porfiri es preguntava amb prudència com distingir els éssers divins d'alt rang (déus, arcàngels, dimonis, herois, arconts del cosmos o de la matèria) de les ànimes senzilles, sense parlar dels esperits malignes (antitheoi).
Sant Agustí assimilava els àngels a la llum increada sorgida del "Verb". Pensava que els dimonis tenien un cos aeri.
Marcià Capel·la descrivia al segle V un món poblat d'esperits.
Al Comentari sobre el Timeu (439 dC) Procle admetia nou nivells de realitat: Un, ésser, vida, esperit, raó, animals, plantes, éssers animats i matèria primera.
El Pseudo-Dionís l'Aeropagita (490 dC) influït per Procle i Sant Pau apòstol, feia una classificació dels esperits celestes en triades que formarien els nou cors celestes. De superior a inferior eren: serafins, querubins, trons, senyories, poders,dominis,principals, arcàngels i àngels.
Miquel Psel·los, gran savi romà d'Orient del s. XI enumerava sis categories de dimonis en el seu Tractat per al diàleg de l'energia o operació dels diables (trad. 1511). Segons ell hi ha: esperits ignis, esperits aeris, esperits terrestres, esperits aquàtics, esperits subterranis i esperits de les tenebres.

### Delseglexiiial XVII
La facultat de teologia de Paris, els anys 1398, 1241, 1270, 1277, va condemnar les tesis que parlessin d'altres déus o esperits eterns.
Paracels comptava set races de criatures sense ànima: genis amb forma humana però sense ànima ni esperit, gegants, nans. La terra per generació espontània produïa els nans que guardaven els tresors, l'aigua produîa els esperits anomenats ondines, el foc uns altres esperits anomenats salamandres i l'aire produïa els elfs.
El metge Jean Wier va escriure el 1563 De praestigiis daemonorum ac incantationibus amb la intenció d'oposar-se a les caceres de bruixes del seu temps. Classificava els esperits dels dimonis segons la seva natura elemental(de foc, d'aigua, d'aire, de terra, subterranis) i segons el seu hàbitat (dels quatre punts cardinals, diürns, nocturns, silvestres, campestres).

### Època moderna
Edward Tylor, un dels fundadors de l'antropologia, va definir, el 1871, la noció d'animisme per a donar segons ell «una definició rudimentària de la religió», i posa com a «definició mínima de la religió la creença en els éssers espirituals, en aquesta part de l'evolució.».

## Ús
L′"Esperit" ha adquirit diversos significats:
- La teologia cristiana pot utilitzar el terme "Esperit" per referir-se a l'Esperit Sant.
  - La Ciència Cristiana utilitza "Esperit" com un dels set sinònims de Déu, com a: "Principi; Ment; Ànima; Esperit; Vida; Veritat; Amor."[21]
  - El profeta Joseph Smith Jr. (1805-1844) va rebutjar el concepte de l'esperit com a incorpori o sense substància: "No existeix la matèria immaterial. Tot esperit és matèria, però és més fina o pura, i només es pot discernir per ulls més purs."[22] Pel que fa a l'ànima, Joseph Smith va escriure: "I els déus van formar l'home a partir de la pols de la terra, i van prendre el seu esperit (és a dir, l'esperit de l'home) i el van posar dins; i van insuflar al seu nas l'alè de vida i l'home es va convertir en una ànima viva."[23] Així, l'ànima és la combinació d'un esperit amb un cos (tot i que la majoria de membres de l'Església fan servir "ànima" i "esperit" de manera intercanviable). A les escriptures dels Sants dels Últims Dies, els esperits de vegades es refereixen com a "intel·ligències".[24] Tanmateix, altres escriptures LDS ensenyen que Déu va organitzar els esperits a partir d'una substància preexistent anomenada "intel·ligència" o "la llum de la veritat".[25] Tot i que això pot semblar confús, comparar com un programador escriu un algorisme organitzant línies de codi lògic. La lògica sempre va existir, independentment del programador, però és el creador qui l'organitza en un esperit/intel·ligència/ànima viva.
- Diverses formes d'animisme, com el shinto del Japó i la religió tradicional africana, se centren en éssers invisibles que representen o connecten amb plantes, animals o forma del relleu (en japonès: kami): els traductors solen emprar la paraula anglesa "esperit" quan intenten expressar la idea d'aquestes entitats.[26] Comparar els conceptes d'esperits ancestrals i d'esperit animals.
- Segons C. G. Jung (en una conferència pronunciada a la Societat literària d'Augsburg, el 20 d'octubre de 1926, sobre el tema "Natura i esperit"):

- Recerca psíquica, "En totes les publicacions de la Society for Psychical Research el terme 'esperit' significa el corrent de consciència personal. "Qualsevol altra cosa que en última instància es pugui demostrar que implica o requereix" (James H. Hyslop, 1919).[28]
- Esperits paranormals: generalment un sobrenom per a un fantasma o un altre esperit no mort.